# エコー (靴メーカー)

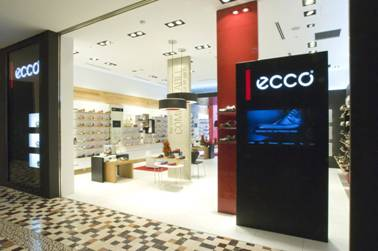
青山Ao店

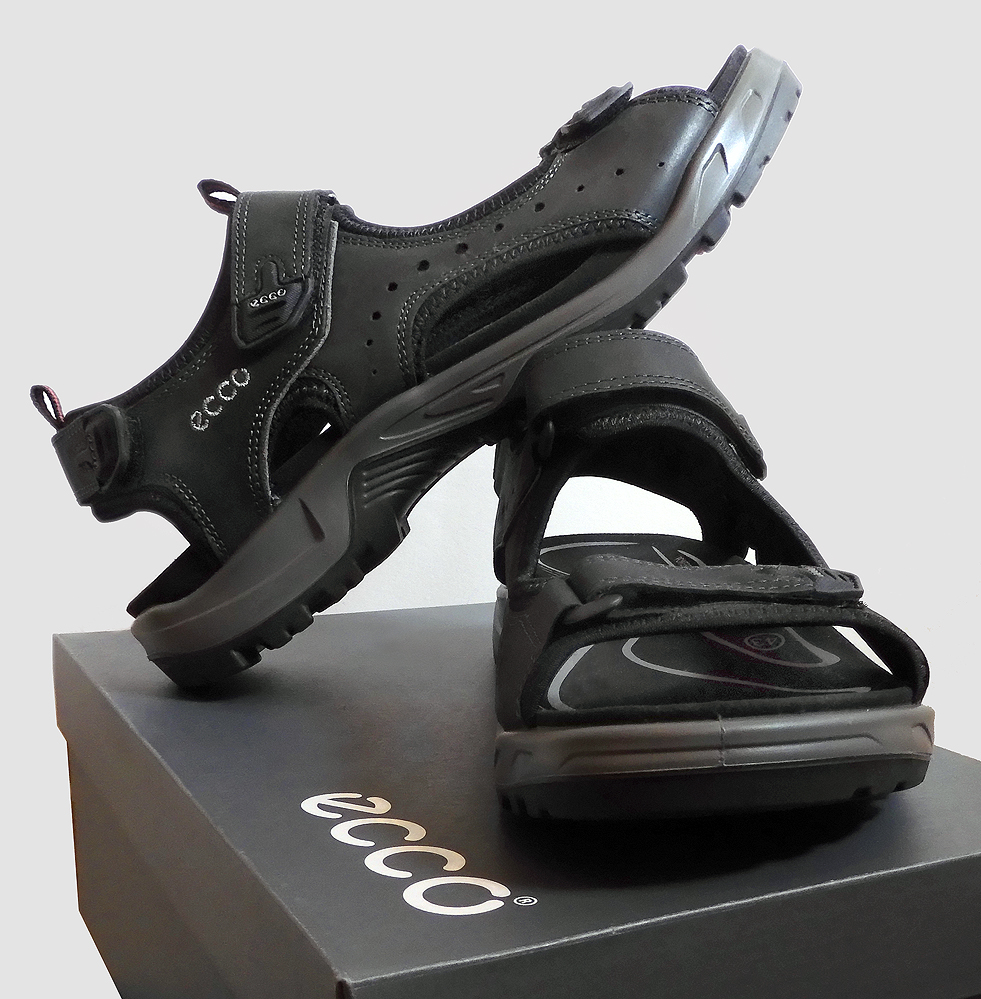
Ecco のサンダル.

ECCO（エコー、ECCO Sko A/S）は、1963年、デンマークのBredebro（ブレデブロ）にKarl Toosbuy（カール・ツースビー）が設立したデンマークの靴の製造、販売会社。元々は靴の製造会社だったが、今では革製品や革のアクセサリーも展開している。
ECCOは、世界で唯一、“牛の皮革から消費者へ届ける靴まで”生産工程の全てを一元化して経営する大手靴会社。靴製造にかかわるすべての工程を自社で所有している。タナリー（革なめし工場）での原料調達からデザイン、生産、そして流通まで、すべて自社グループ内で行っている。それにより、徹底した品質管理だけでなく、グローバルカンパニーとして、第三者に頼ることなく、世界中のマーケットで活躍することが可能である。
1982年、デンマークに初めてショップをオープンし、今では世界にECCOブランドの販売店舗を3800店以上構え、世界的に認知されたブランドにまで拡大し、メンズ、レディース、キッズといった広範囲にわたる靴を販売している。2004年に亡くなったKarl Toosbuy（カール・ツースビー）の娘、Hanni Toosbuy Kasprzak（ハンニ・ツースビー・カプチャー）がChairman（取締役会長）として経営に携わっている。

## 歴史
ECCOは1963年、デンマーク南部にあるBredebro（ブレデブロ）という小さな町でKarl Toosbuy（カール・ツースビー）によって創立された。Toosbuy(ツースビー）は「靴は足の事を理解すべきである、その逆はない」という理念のもとにこの会社を設立した。彼の発想は、革新的な技術、スカンジナビアのデザイン、伝統技術、そして人間の足はどのように働くのかといった理解が組み合わさった靴を作る事だった。
the classics Free and Time（クラシック　フリーアンドタイム）に続いてthe Joke shoe(ジョークシューズ）を発売した1978年、ECCOは大躍進をし、ECCOの快適なフットウエアが国際的に広く認知された。そしてこれらのシューズによりECCOは、世界で初めてロゴを入れた靴底を生産する会社となった。それ以来、このグループから800万足以上の靴が販売されている。1980年代にわたって、ECCOは事業を海外にまで広げた。1982年までに、売上げは年間100万足に達しており、製品オペレーション部門をポルトガルに設立。多くのオーダーに対応するため、日本とキプロスで、ライセンス生産を行う。
1990年代には、キッズ、ゴルフそしてパフォーマンス用シューズを発表し、ECCOコレクションの好調な変革を見せた。1996年、デンマークに自社リサーチ＆デザインセンター、Futura（フューチュラ）を建設し、インドネシアに自社beamhouse（ビームスハウス）を、数年後タイに自社皮なめし工場をオープンした。1998年、初のフラッグシップショップがロンドンのオックスフォードストリートにオープン。2000年までにECCOは、デザインとレザー製造からブランド販売まで価値連鎖のあらゆる段階を持った。
2004年にKarl Toosbuy(カール・ツースビー）が亡くなった時、彼の娘であるHanni Toosbuy Kasprzak（ハンニ・ツースビー・カプチャー）がECCOのオーナーに、そしてChairwoman of the Managing Board（取締役会長）に就任した。彼女の経営のもとで、ECCOは国際的に事業を拡大し続け、2005年から2008年の間、中国のアモイに最先端技術を持つレザー皮なめし工場と靴工場をオープンした。
2009年、ECCOのスポーツシューズが認知され始めた。「Natural Motion」(ナチュラルモーション）という理念のもとに、BIOM(バイオム）と呼ばれるコンセプトの新しいランニングシューズを発売した。マスターズゴルフトーナメントが開催された2010年、ECCOは、ゴルフシューズの“ECCO Golf Street”(エコー・ゴルフ・ストリート）が世界中のメディアに注目されたFred Couples（フレッド・カプルス）のスポンサーになり、その結果、ECCOゴルフシューズの新ラインは高い人気を得た。2010年、ECCOは初のパフォーマンス用靴の専門店を中国の上海にオープンした。

## 製造
ECCOは、オランダ、タイ、インドネシア、そして中国に皮なめし工場を所有している。ECCOの皮なめし工場は、ファッションやスポーツ、自動車産業で使用されている上質の皮革の大手製造業者の一つである。ECCOは、なめし処理過程による自然破壊を削減する為にリサーチプログラムに参加している。
ECCOの靴の約8割はスロヴァキア、タイ、インドネシアそして中国の自社靴工場で生産されており、残りの2割は、インドネシア、中国、インドなど多数の国々でライセンス生産されている。ECCOは、快適さとスタイルを組み合わせたブランドイメージを与えている。
ECCOではダイレクトインジェクション製法を採用している。ダイレクトインジェクションとは足の形状をしたラスト（木型）を使い、アッパーとソールを圧着させる方法である。これにより軽量で柔軟性に優れているだけでなく、足（ラスト）の形をそのままミッドソールで再現することができ、ECCOのコンフォート性能を支えるベースとなっている。

## 国際組織
ECCOの靴は90ヶ国以上の国々で販売されており、アジアや東欧と中欧のマーケット、更にはカナダやアメリカにまで事業を拡大している。商品は、900以上ものECCOブランドショップ、独立小売業者、そしてオンラインで販売されている。